# Maxym Dolhov
Maxym Eduardovych Dolhov –en ucraniano, Максим Едуардович Долгов– (Zaporiyia, 16 de junio de 1996) es un deportista ucraniano que compite en saltos de plataforma.
Ganó cinco medallas en el Campeonato Europeo de Natación entre los años 2014 y 2017. Participó en los Juegos Olímpicos de Río de Janeiro 2016, ocupando el sexto lugar en la prueba de plataforma sincronizada.

## Palmarés internacional
| Campeonato Europeo | Campeonato Europeo    | Campeonato Europeo | Campeonato Europeo           |
| Año                | Lugar                 | Medalla            | Prueba                       |
| ------------------ | --------------------- | ------------------ | ---------------------------- |
| 2014               | Berlín (Alemania)     | Medalla de bronce  | Plataforma 10 m sincro       |
| 2015               | Rostock (Alemania)    | Medalla de bronce  | Plataforma 10 m sincro       |
| 2016               | Londres (Reino Unido) | Medalla de oro     | Plataforma 10 m sincro mixto |
| 2016               | Londres (Reino Unido) | Medalla de bronce  | Plataforma 10 m sincro       |
| 2017               | Kiev (Ucrania)        | Medalla de oro     | Plataforma 10 m sincro       |